# Gällersta kyrka

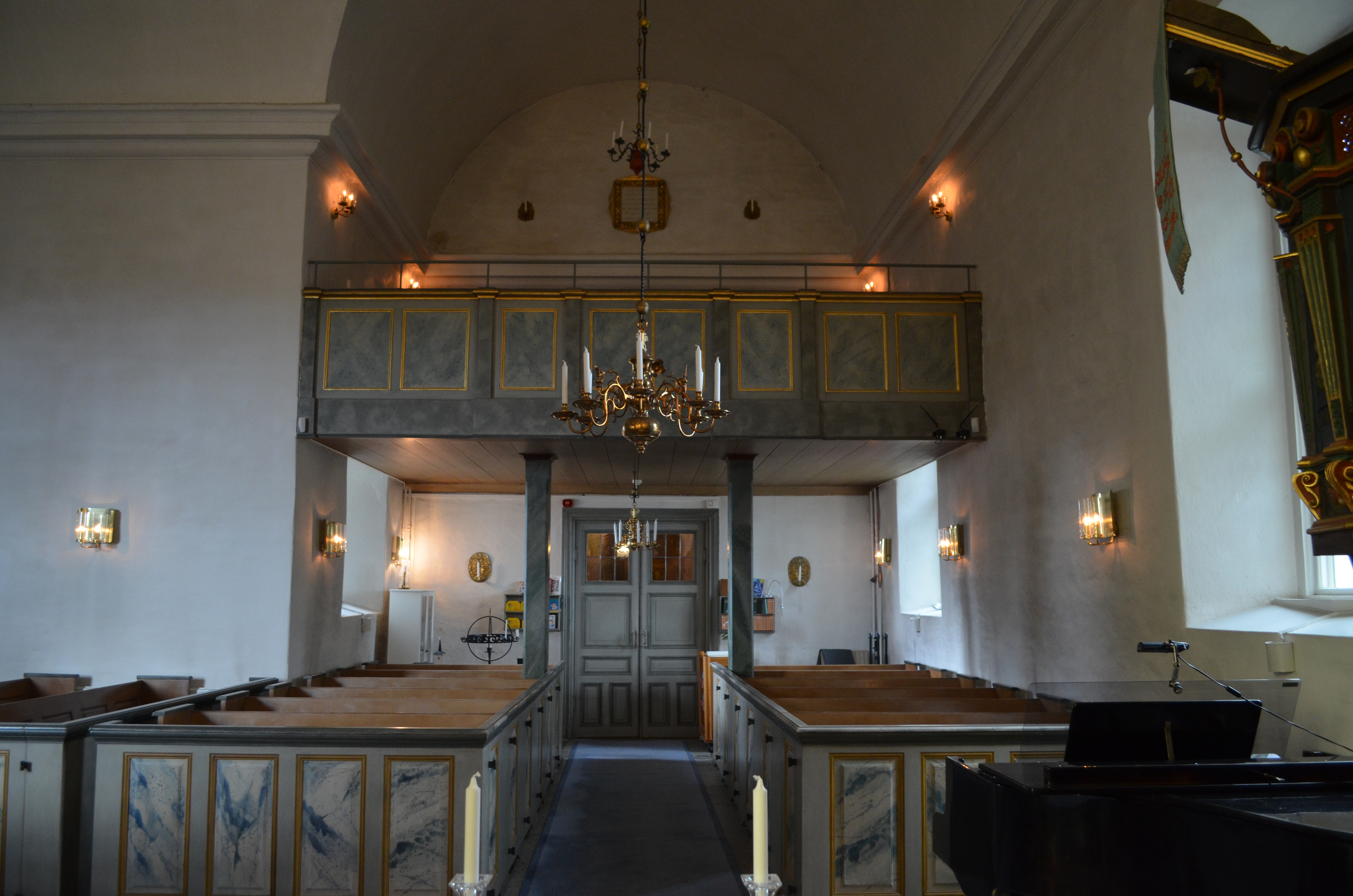
Bild på kyrksalen 2019

Gällersta kyrka är en kyrkobyggnad i Gällersta i Strängnäs stift. Den är från 2014 församlingskyrka i Kvismare församling.

## Kyrkobyggnaden
I den nuvarande kyrkobyggnaden ingår delar av en liten tornlös kärnkyrka från tidigt 1100-tal av samma typ som den ursprungliga kyrkan i grannförsamlingen Almby. I början av 1200-talet tillfogades ett högt och smalt torn av s.k. Närketyp med rundbågiga ljudöppningar i klockvåningen. Tornet fick en hög spetsig spira 1697 som p.g.a. rötskador i hjärtstocken avkortades betydligt vid en reparation 1903. 1760 utvidgades kyrkan med en korsarm i norr. De medeltida valven revs och ersattes med gipsade trätunnvalv och fönstren utvidgades till nuvarande storlek. Omfattande renoveringar har utförts 1891, då ny bänkinredning tillkom, 1959 (arkitekt Martin Westerberg, då bl.a. orgeln flyttades till södra läktaren och 1987–88, då all inredning ommålades och nya belysningsarmaturer tillkom.

## Inventarier
Den stora altartavlan som föreställer nedtagningen från korset är tillskriven hovmålaren David Klöcker Ehrenstrahl eller någon av hans elever. Den har ursprungligen tillhört kapellet vid Dylta svavelbruk i Axbergs socken och inköptes på auktion 1820 för 10 Riksdaler av rusthållaren Olof Andersson, Ökna, som skänkte den till Gällersta kyrka.
Predikstolen är en av de äldsta i Strängnäs stift. Den skänktes 1593 av kyrkoherde Andreas Birgeri och levererades av snickarmästaren Hans Kanternitz i Örebro. Baldakinen tillkom troligen först i mitten av 1600-talet. 
Dopfunten är åttkantig till formen och huggen i sandsten i mitten av 1600-talet.

### Orgel
- 1879 bygger E. A. Setterquist & Son, Örebro, en orgel med 7 stämmor.
- Den nuvarande orgeln är byggd 1940 av E. A. Setterquist & Son Eftr., Örebro och är pneumatisk. Fasaden är från 1879 års orgel. Den har två fria kombinationer och registersvällare.
- 1972 renoverades den och omdisponerades av Setterquist & Son Orgelbyggeri, Strängnäs.

| Huvudverk I    | Svällverk II      | Pedal      | Koppel   |
| Kvintadena 16´ | Rörflöjt 8´       | Subbas 16´ | I/P      |
| Principal 8´   | Principal 4´      | Octava 8´  | II/P     |
| Gedackt 8´     | Flöjt 4´          |            | II/I     |
| Flöjt 4'       | Blockflöjt 2'     |            | I 4'/I   |
| Kvinta 2 2/3'  | Ters 1 3/5'       |            | II 4'/II |
| Octava 2'      | Nasard 1 1/3'     |            |          |
| Mixtur 3 chor  | Crescendosvällare |            |          |